# Fluoroestradiol F-18
Флюороэстрадиол (18F) — радиофармацевтический препарат для определения метастатических ER-положительных очагов у пациентов с ER-положительным раком молочной железы. Одобрен для применения: США (2020).

## Механизм действия
аналог эстрадиола.

## Показания
Определение метастатических ER-положительных очагов у пациентов с ER-положительным раком молочной железы с помощью ПЭТ.